# Riolet (Vuachère)
 (août 2025).
Si vous disposez d'ouvrages ou d'articles de référence ou si vous connaissez des sites web de qualité traitant du thème abordé ici, merci de compléter l'article en donnant les références utiles à sa vérifiabilité et en les liant à la section « Notes et références ».
Pour les articles homonymes, voir Riolet.
Le Riolet est une rivière du canton de Vaud, en Suisse. Elle rejoint la Vuachère avant de se jeter dans le lac Léman.

## Hydronymie
Le Riolet a son nom d'origine latine. Rio, en arpitan, vient du latin rivus et signifie rivière et -let est un suffixe marquant la petite taille. C'est la variante au masculin du suffixe -lette. Riolet signifie donc : « petite rivière ». Il est néanmoins intéressant de constater que Riolet est au masculin alors que rio est un nom féminin et que son équivalent masculin, désignant le ruisseau, est ru.

## Cours
La rivière prend sa source dans les hauts de Lausanne près du lieu-dit Les Chavannes à une altitude de 664 m. Elle coule vers le sud, à l'air libre pendant 1,16 km, en direction du Léman et rejoint la Vuachère à une altitude de 487 m. Son cours actuel est en partie canalisé et marque, sur sa quasi-totalité, la limite communale entre Lausanne et Pully.

### Source
- www.ouchyvidy.ch, « L'eau en ville de Lausanne » (consulté le 9 novembre 2007)
- www.unil.ch, « Cycle de l'eau et métabolisme urbain, le cas lausannois » (consulté le 9 novembre 2007)